# Phygadeuon sapporoensis
Phygadeuon sapporoensis är en stekelart som först beskrevs av William Harris Ashmead 1906.  Phygadeuon sapporoensis ingår i släktet Phygadeuon och familjen brokparasitsteklar. Inga underarter finns listade i Catalogue of Life.